# Physique au-delà du modèle standard
La physique au-delà du modèle standard se rapporte aux développements théoriques de la physique des particules nécessaires pour expliquer les défaillances du modèle standard, telles que l'origine de la masse, le problème (en) de la violation CP de l'interaction forte, les oscillations des neutrinos, l'asymétrie matière-antimatière, et la nature de la matière noire et de l'énergie noire. Un autre problème réside dans le cadre mathématique du modèle standard lui-même : son incompatibilité avec celui de la relativité générale, au point que l'une ou l'autre ou les deux théories deviennent inopérantes face à certaines conditions, par exemple les singularités gravitationnelles connues de l'espace-temps comme le Big Bang ou l'horizon des événements des trous noirs.
Les théories au-delà du modèle standard comprennent de nombreuses extensions du modèle standard jusqu'à la supersymétrie, telles que le modèle standard supersymétrique minimal (en) (en abrégé MSSM pour Minimal Supersymmetric Standard Model) et le modèle standard supersymétrique quasi-minimal (en) (NMSSM pour Next-to-Minimal Supersymmetric Standard Model), ou des explications entièrement nouvelles telles que la théorie des cordes, la théorie M et les dimensions supplémentaires. Comme ces théories s'efforcent de reproduire l'intégralité de phénomènes ordinaires, l'identification de celle qui est correcte, ou au moins celle qui constitue la « meilleure avancée » vers la théorie du tout, peut seulement être réglée expérimentalement et constitue l'un des champs de recherche les plus actifs tant en physique théorique qu'en physique expérimentale.

## Problèmes du modèle standard

Le modèle standard des particules élémentaires.

Bien qu'il constitue la théorie physique la plus réussie à ce jour, le modèle standard n'est pas parfait. Une grande partie des résultats publiés par les physiciens théoriciens consiste à proposer différentes formes d'une nouvelle physique « au-delà du modèle standard », qui modifieraient le modèle standard de façon suffisamment subtile pour qu'il reste compatible avec les données existantes, tout en y apportant des rectifications suffisamment substantielles pour prédire les résultats selon le « modèle non standard » de nouvelles expériences qui seraient proposées.

### Phénomènes non expliqués
De façon inhérente, le modèle standard est incomplet. Il existe dans la nature des phénomènes physiques qu'il ne peut expliquer convenablement.
- La gravité : le modèle standard n'explique pas la gravité. L'approche naïve d'un simple ajout d'un « graviton[2] » au modèle standard ne recrée pas ce qui est observé expérimentalement sans nécessiter aussitôt d'autres modifications encore non découvertes au modèle standard. De plus, le modèle standard est largement considéré comme incompatible avec la théorie de la gravitation la plus précise à ce jour, la relativité générale[3].
- La matière noire et l'énergie sombre[4] : les observations cosmologiques nous indiquent que le modèle standard n'explique qu'à peu près 4 % de l'énergie présente dans l'Univers. Des 96 % manquants, 27 % serait de la matière noire, qui se comporte exactement comme l'autre matière, mais n'interagit avec les champs du modèle standard qu'au moyen de l'interaction faible. Pourtant, le modèle standard ne présente aucune particule fondamentale comme bonne candidate pour la matière noire. Le reste des 96 % serait de l'énergie sombre, une densité d'énergie constante pour le vide. Les tentatives d'explication de l'énergie sombre en termes d'énergie du vide du modèle standard conduisent à une différence de 120 ordres de grandeurs[5].
- La masse des neutrinos : selon le modèle standard, les neutrinos sont des particules sans masse. Cependant, des expériences sur l'oscillation des neutrinos ont montré qu'ils en ont effectivement une. La masse des neutrinos peut être rajoutée « à la main » au modèle standard, mais ceci conduit à de nouveaux problèmes théoriques. Par exemple, les termes de masse doivent nécessairement être extraordinairement petits, et on ne sait toujours pas si la masse des neutrinos leur vient comme elle vient aux autres particules fondamentales du modèle standard.
- L'asymétrie matière-antimatière : l'Univers est principalement constitué de matière. Cependant, le modèle standard prédit que la matière et l'antimatière ont dû être créées en quantités (presque) égales puisque les conditions initiales de l'Univers ne supposaient pas de disproportion entre l'une et l'autre. Pourtant, aucun mécanisme n'apparaît suffisant dans le modèle standard pour expliquer cette asymétrie.

### Résultats expérimentaux non expliqués
En physique des particules, c'est le niveau de 5 sigma (c'est-à-dire 5 écarts types) qui est le niveau largement admis pour qualifier le seuil d'une découverte scientifique. Or, de tous les résultats expérimentaux largement acceptés comme contradictoires au modèle standard, aucun n'est largement accepté comme le contredisant à ce niveau-là. Mais chaque expérience contient à quelques degrés des incertitudes statistiques ou systémiques. De plus, les prédictions théoriques ne sont pratiquement jamais calculées avec exactitude. Par surcroît, elles sont sujettes à des incertitudes dans la mesure des constantes fondamentales du modèle standard, certaines ténues, d'autres substantielles. On s'attend donc mathématiquement à ce que les résultats de quelques-unes des centaines d'expériences du modèle standard dérivent quelque peu de celui-ci, même sans découverte d'une « nouvelle physique ». À tout moment, il existe de nombreux résultats expérimentaux significativement différents des attentes du modèle standard, bien qu'on ait trouvé lors de la collecte de données supplémentaires que nombre d'entre eux étaient des hasards statistiques extraordinaires ou des erreurs expérimentales. D'un autre côté, toute physique « au-delà du modèle standard » devrait nécessairement se manifester expérimentalement en premier lieu par une différence statistique significative entre les résultats de l'expérience et ceux prédits théoriquement par le modèle standard.
Dans chaque cas, les physiciens cherchent à déterminer si un résultat constitue une simple coïncidence ou une erreur, d'un côté, ou bien, de l'autre, un signe d'une nouvelle physique. Des résultats statistiques supplémentaires concordants ne peuvent plus relever de la coïncidence, mais peuvent toujours résulter d'erreurs expérimentales ou d'une estimation imprécise de la précision expérimentale. Fréquemment, les expériences s'élaborent en vue d'une meilleure sensibilité aux résultats expérimentaux permettant de distinguer le modèle standard d'une alternative théorique.
Parmi les exemples les plus notoires se trouvent les suivants :
- l'hydrogène muonique : le modèle standard présente des prédictions théoriques précises sur la taille du rayon atomique de l'hydrogène ordinaire, un système proton-électron, et celui de l'hydrogène muonique, un système proton-muon, dans lequel le muon est un variant « lourd » de l'électron. Mais la mesure effective diffère sensiblement de la prédiction en utilisant les constantes physiques existantes, d'un ordre de 7 écarts types[6]. Des doutes sur la précision de l'estimation de l'erreur dans les expériences antérieures, toujours située dans les 4 % mutuels dans la mesure d'une distance très ténue, et l'absence d'une théorie bien motivée pouvant expliquer les divergences ont rendu les physiciens hésitants quant à décrire ces résultats comme des contradictions au modèle standard, malgré l'apparence statistiquement significative du résultat et l'absence de toute possibilité clairement identifiée de source d'erreur expérimentale ;

- BaBar : des résultats d'une expérience BaBar pourraient suggérer par rapport aux prédictions du modèle standard un surplus d'un type de désintégrations de particules appelées {\displaystyle B\to D^{(*)}\tau \nu _{\tau }}. Dans celle-ci, un électron et un positron entrent en collision, il en résulte un méson B et un méson d'antimatière B-barre, qui se désintègrent ensuite en un méson D et un lepton tau ainsi qu'un neutrino plus léger. Alors que le niveau de certitude de l'excès (3,4 sigma) n'est pas suffisant pour prétendre à une percée au-delà du modèle standard, ces résultats signalent potentiellement une anomalie et sont susceptibles d'avoir des conséquences sur les théories existantes, y compris celles qui tentent de déduire les propriétés du boson de Higgs[7].

### Prédictions théoriques non observées
Toutes les particules fondamentales prédites par le modèle standard ont été observées dans les accélérateurs de particules. Le boson de Higgs résulte du mécanisme de Higgs tel que l'explique le modèle standard, qui décrit comment est brisée la jauge de symétrie SU(2) et comment les particules fondamentales acquièrent de la masse. Il demeure (en date de 2014) la dernière particule prédite par le modèle standard à avoir été observée. Le 4 juillet 2012, les scientifiques du CERN du grand collisionneur de hadrons (Large Hadron Collider, LHC) ont annoncé la découverte d'une particule compatible avec le boson de Higgs, de masse approximative 126 GeV/c2. L'existence d'un boson de Higgs a été confirmée le 14 mars 2013, alors même que l'on recherche encore la confirmation qu'il dispose de toutes les propriétés prévues par le modèle standard.
Certains hadrons, des particules composées de quarks, dont l'existence est prédite par le modèle standard, qui ne peuvent être produites qu'à de très hautes énergies, à très basses fréquence, n'ont pas encore été définitivement observés, et les « boules de gluons », des particules composées de gluons, n'ont pas encore été définitivement observées non plus. Certaines désintégrations de particules à basse fréquence prédites par le modèle standard n'ont pas encore été définitivement observées non plus, les données permettant d'effectuer une observation statistique significative n'étant pas disponibles.

### Problèmes théoriques
- supérieure à 80 GeV/c2
- de 1 à 5 GeV/c2
- de 90 à 110 MeV/c2
- inférieure à 16 MeV/c2
- sans masse

Masse des particules fondamentales.
-----------------
supérieure à 80 GeV/c^{2}
de 1 à 5 GeV/c^{2}
de 90 à 110 MeV/c^{2}
inférieure à 16 MeV/c^{2}
sans masse

Certaines caractéristiques du modèle standard sont ajoutées de façon ad hoc. Elles ne constituent pas un problème en soi, c'est-à-dire que la théorie fonctionne convenablement avec ces caractéristiques ad hoc, mais elles suggèrent un défaut de compréhension. Ces caractéristiques ad hoc ont amené les théoriciens à explorer des voies nouvelles vers des théories plus fondamentales reposant sur un nombre inférieur de paramètres. Certaines des caractéristiques ad hoc sont :
- le problème de la hiérarchie. Le modèle standard introduit la masse des particules au travers d'un processus connu sous le nom de brisure spontanée de symétrie. Il résulte du champ de Higgs. À l'intérieur du modèle standard, la masse du Higgs admet certaines corrections quantiques très importantes du fait de la présence de particules virtuelles, principalement des quarks top virtuels. Ces corrections sont beaucoup plus grandes que la masse réelle du Higgs. Ceci signifie que le paramètre de masse nue (en) du Higgs dans le modèle standard doit être finement ajusté de façon à annuler presque complètement les corrections quantiques. Ce niveau d'ajustement est estimé par de nombreux théoriciens comme non naturel ;
- le problème de la violation CP de l'interaction forte. On peut théoriquement soutenir que le modèle standard devrait contenir un terme qui brise la symétrie CP, celle qui relie la matière à l'antimatière dans le secteur de l'interaction faible. Cependant, aucune observation de ce genre de violation n'a eu lieu lors d'une expérience, ce qui suggère que le coefficient de ce terme est extrêmement proche de zéro. Cet ajustement fin est également considéré comme non naturel ;
- le nombre de paramètres. Le modèle standard dépend de 19 paramètres numériques. Leur valeur est connue expérimentalement, mais l'origine de ces valeurs est inconnue. Certains théoriciens ont essayé d'établir des relations entre différents paramètres, par exemple entre les masses des particules de différentes générations.

## Théories de la grande unification
Le modèle standard a trois jauges de symétries : la symétrie de couleur SU(3), d'isospin faible SU(2), et d'hypercharge U(1), correspondant aux trois forces fondamentales. Du fait de la renormalisation, les constantes de couplage de chacune de ces symétries varient avec l'énergie auxquelles elles sont mesurées. Aux alentours de 16 GeV, ces couplages s'égalisent approximativement, ce qui a conduit à spéculer sur le fait qu'au-dessus de ces énergies, les trois jauges de symétrie du modèle standard sont unifiées en une seule jauge de symétrie avec un groupe de jauge simple et une seule constante de couplage. En dessous de ces énergies, la symétrie est spontanément brisée par rapport à celles du modèle standard. C'est le groupe unitaire spécial à cinq dimensions SU(5) et le groupe spécial orthogonal à dix dimensions SO(10) qui sont les plus populaires pour les choix de ces groupes d'unification.
Les théories qui unifient les symétries du modèle standard de cette façon s'appellent les théories de grande unification (ou GUT pour Grand Unified Theories, en anglais), et l'échelle d'énergies auxquelles la symétrie unifiée est brisée est appelée l'échelle GUT. Génériquement, les théories de grande unification prévoient la création de monopôles magnétiques lors de l'Univers primorial et l'instabilité du proton. Aucune des deux n'a été observée à ce jour, et cette absence introduit des limites aux GUT possibles.

## Supersymétrie
La supersymétrie élargit le modèle standard en ajoutant des classes de symétries supplémentaires au lagrangien. Ces symétries échangent des particules fermioniques et bosoniques. Ce genre de symétrie prédit l'existence de particules supersymétriques, les sparticules, comprenant les sleptons, les squarks, les neutralinos et les charginos. Chaque particule du modèle standard est supposée avoir un superpartenaire dont le spin diffère d'1/2 de celui de la particule ordinaire. Du fait de la brisure de supersymétrie, les sparticules sont beaucoup plus lourdes que leurs contreparties ordinaires. Elles sont si lourdes que les accélérateurs de particules existants ne disposent pas d'une puissance suffisante pour les produire.

## Neutrinos
Dans le modèle standard, les neutrinos ont une masse exactement nulle. Ceci résulte du modèle standard ne contenant que des neutrinos d'hélicité gauche. Sans partenaire convenable avec une hélicité droite, il est impossible d'ajouter un terme de masse renormalisable au modèle standard. Les mesures ont cependant indiqué des changements de saveurs des neutrinos, ce qui implique qu'ils ont une masse. Ces mesures ne donnent que la masse relative des différentes saveurs. La meilleure contrainte sur la masse absolue des neutrinos provient de mesures de précision de la désintégration du tritium, qui fixe une limite supérieure à 2 eV, soit plus légers d'au moins cinq ordres de magnitudes que les autres particules du modèle standard. Ceci rend nécessaire une extension du modèle standard, qui non seulement souffre d'une absence d'explication de la façon dont les neutrinos acquièrent une masse, mais également pourquoi celle-ci est si faible.
Une façon d'ajouter de la masse aux neutrinos, appelée Mécanisme de see-saw, consiste à ajouter des neutrinos dextrogyres, et les coupler avec des neutrinos lévogyres à l'aide d'un terme de masse de Dirac. Les neutrinos dextrogyres doivent être stériles, ce qui signifie qu'ils ne participent à aucune des interactions du modèle standard. N'ayant aucune charge, les neutrinos dextrogyres peuvent constituer leur propre anti-particules, et avoir un terme de masse de Majorana. Comme les autres masses de Dirac dans le modèle standard, on s'attend à ce que la masse de Dirac du neutrino soit générée au moyen du mécanisme de Higgs, et ne peut de ce fait pas être prédite. Les masses de fermions du modèle standard diffèrent de plusieurs ordres de magnitude ; la masse de Dirac du neutrino présente au minimum la même incertitude. La masse de Majorana pour les neutrinos dextrogyres doit survenir au moyen du modèle standard de Higgs et l'on s'attend de ce fait à ce qu'il soit lié à quelque échelle d'énergie de la nouvelle physique au-delà du modèle standard. Ainsi, tout processus impliquant des neutrinos dextrogyres sera supprimé aux basses énergies. La correction due à ces processus supprimés donne effectivement aux neutrinos lévogyres une masse inversement proportionnelle à la masse de Majorana dextrogyre, mécanisme connu sous le nom de see-saw (balancier). Ainsi, la présence de neutrinos dextrogyres lourds explique aussi bien la faible masse des neutrinos lévogyres que leur propre absence dans les observations. Cependant, du fait de l'incertitude des masses du neutrino de Dirac, les masses du neutrino dextrogyre peuvent se situer n'importe où. Par exemple, ils peuvent être aussi légers que quelques keV et constituer la matière noire, ils peuvent avoir une masse compatible avec le domaine d'énergie du LHC, et mener à des violations observables des nombres leptoniques, ou encore se trouver à proximité de l'échelle de la théorie de la grande unification, reliant ainsi le neutrino dextrogyre à la possibilité d'une telle théorie,.
Les termes de masse mélangent différentes générations de neutrinos, selon un paramétrage par la matrice PMNS, qui est l'analogue pour le neutrino de la matrice CKM de mélange des quarks. Au contraire du mélange des quarks, presque minimal, le mélange des neutrinos paraît presque maximal. Ceci conduit à de nombreuses spéculations sur les symétries entre les différentes générations qui expliqueraient le mode de mélange. La matrice de mélange peut aussi contenir plusieurs phases complexes qui brisent l'invariance CP, bien qu'il n'en existe aucune preuve expérimentale. Ces phases pourraient potentiellement avoir créé un surplus de leptons par rapport aux anti-leptons dans l'Univers primordial, processus connu sous le nom de leptogénèse. Cette asymétrie peut s'être ultérieurement convertie en un excès des baryons par rapport aux anti-baryons, et expliquer l'asymétrie matière-antimatière observée dans l'Univers.
Les neutrinos légers ne peuvent pas expliquer la matière noire, faute d'une masse suffisante. De plus, les simulations de formations des structures montrent qu'ils sont trop chauds, c'est-à-dire que leur énergie cinétique est grande en comparaison de leur masse, alors que la formation de structures similaires aux galaxies de notre univers requiert de la matière noire froide. Les simulations montrent que les neutrinos peuvent au mieux expliquer un faible pourcentage de la matière noire. Toutefois, les neutrinos stériles dextrogyres sont des candidats possibles pour des WIMPs de matière noire.

## Les modèles de préon
Plusieurs modèles de préon ont été proposés pour résoudre le problème persistant des trois générations de quarks et de leptons. Les modèles de préons postulent généralement de nouvelles particules, présentées ensuite comme étant capables de se combiner pour former les quarks et les leptons du modèle standard. Un des premiers modèles de préon fut le modèle de Rishon,,.
À ce jour, aucun modèle de préon n'a été vérifié et, conséquemment, largement accepté.

## Les théories du tout

### La théorie du tout
La physique théorique continue ses efforts vers une théorie du tout, qui expliquerait entièrement et lierait ensemble tous les phénomènes physiques connus, et prédirait les résultats de n'importe quelle expérience conduite selon ses principes. En pratique, l'objectif immédiat dans cette perspective vise au développement d'une théorie unissant le modèle standard et la relativité générale en une théorie de la gravité quantique. Des améliorations supplémentaires sont attendues, telles que la résolution de défauts conceptuels de l'une ou l'autre de ces théories préexistantes, ou bien une prédiction précise de la masse des particules. Les défis dans la construction d'une telle théorie ne sont pas que conceptuels, ils comprennent les aspects expérimentaux des très hautes énergies, nécessaires pour explorer ces domaines exotiques. La supersymétrie, la théorie des cordes et la gravitation quantique à boucles comptent parmi les nombreuses tentatives notoires dans cette direction.

### La théorie des cordes
Il existe des extensions, révisions, remplacements et réorganisations du modèle standard, comme des essais de corriger ces problèmes et d'autres. La théorie des cordes compte parmi ces réinventions, et de nombreux physiciens théoriciens pensent ces théories comme la prochaine étape vers la théorie du tout. Des théories de gravité quantique comme la gravitation quantique à boucles ou d'autres sont considérées par certains d'entre eux comme des candidats prometteurs à l'unification mathématique de la théorie des champs quantiques et de la relativité générale, exigeant moins de changements drastiques aux théories existantes. Cependant, des travaux récents fixent des limites impérieuses aux effets putatifs de la gravité quantique sur la vitesse de la lumière, et compromettent certains des modèles de gravité quantique.
Parmi les nombreuses variantes de la théorie des cordes, la théorie M, dont l'existence mathématique a été pour la première fois proposée à la Conférence sur les cordes en 1995, est considérée comme une candidate convenable pour la théorie du Tout, notamment par les physiciens Brian Greene et Stephen Hawking. Bien qu'il n'en existe pas encore de description mathématique complète, des solutions à cette théorie existent pour certains cas spécifiques. Des travaux récents ont également proposé des modèles de cordes alternatifs, dont certains ne présentent pas les nombreuses caractéristiques difficiles à expérimenter de la théorie M (par exemple l'existence de variétés de Calabi–Yau, de nombreuses dimensions supplémentaires, etc.), comprenant des travaux par des physiciens aux publications appréciées, telles que Lisa Randall,.